# Bartolomé Sebastián Valero de Arroitia
Bartolomé Sebastián Valero de Arroitia (Torrelacárcel, 1490 - Tarragona, abril de 1568) fue un eclesiástico y político aragonés, obispo de Patti, presidente del reino de Sicilia y arzobispo de Tarragona. 

## Biografía
Nacido en Torrelacárcel (Aragón), fue hijo de Bartolomé Sebastián Luesma.  Estudió en el Real Colegio de España de la Universidad de Bolonia y ejerció de inquisidor en Mallorca, Córdoba, Granada y Sicilia. En este último lugar fue nombrado canónigo de la catedral de Palermo.
El 9 de enero de 1549 fue nombrado obispo de Patti, en Sicilia. Participó en el Concilio de Trento. Con buenas relaciones con la casa real española, fue confesor de Carlos V y colaborador de Felipe II, asumiendo varias veces el cargo de presidente del Reino de Sicilia durante la ausencia de los virreyes contemporáneos, el duque de Medinaceli Juan de la Cerda y Silva, el marqués de Villafranca García de Toledo y el duque de Terranova Carlos de Aragón y Tagliavia.
En 1565 fue elegido arzobispo de Valencia. El 1 de octubre de 1567 fue nombrado arzobispo de Tarragona. Se trasladó en diciembre y sólo ejerció durante 4 meses porque lo sorprendió la muerte repentinamente el 14 de abril de 1568. Fue enterrado en el coro de la Catedral de Tarragona.